# قائمة البعثات الدبلوماسية في الولايات المتحدة الأمريكية

العلاقات الدبلوماسية بين دول العالم والولايات المتحدة
الولايات المتحدة
دول توجد فيها سفارة للولايات المتحدة
دول لا توجد فيها سفارة للولايات المتحدة
Disputed territories
القارة القطبية الجنوبية

تعرض هذه الصفحة قائمة بأسماء الدول التي توجد لديها بعثات دبلوماسية إلى الولايات المتحدة الأمريكية. حاليا، توجد في العاصمة واشنطن 178 سفارة.مع احتمالية الزيادة و النقصان.

## سفارات في واشنطن العاصمة
تحتفظ الدول الـ 175 التالية بسفارات في واشنطن العاصمة كبعثات دبلوماسية رئيسية لها لدى الولايات المتحدة. تحتوي الإدخالات المميزة بعلامة النجمة (*) على مباني سفارات تقع في جزء من شارع ماساتشوستس المعروف باسم صف السفارات أو بالقرب منه.

## مدن فيها عشر قنصليات أو أكثر

### بوسطن
يوجد في بوسطن بولاية نيو إنجلاند 27 بعثة أجنبية.
| - البرازيل - كندا - الرأس الأخضر - تايوان (Economic/Cultural Office) - كولومبيا - جمهورية الدومينيكان - السلفادور - فرنسا - ألمانيا | - اليونان - غواتيمالا - هايتي - هندوراس - جمهورية أيرلندا - إسرائيل - إيطاليا - اليابان - المكسيك - بيرو | - البرتغال - كوريا الجنوبية (تقع في نيوتن) - إسبانيا - سويسرا (تقع في كامبريدج) - تركيا - الإمارات العربية المتحدة - المملكة المتحدة (تقع في كامبريدج) - فنزويلا |

## مواضيع متعلقة
- علاقات الولايات المتحدة الخارجية
- متطلبات الحصول على تأشيرة لمواطني الولايات المتحدة